# Tošihide Masukawa
Tošihide Masukawa (také Tošihide Maskawa, japonsky: 益川 敏英, narozen 7. února 1940 v Nagojské čtvrti Nakagawa-ku, v prefektuře Aiči – 23. července 2021 v Kjótu) byl japonský fyzik. Jeho a Makota Kobajašiho společná práce o narušení CP symetrie u slabé interakce je jednou z nejcitovanějších prací fyziky vysokých energií. V roce 2008 získal za tento objev a navazující předpověď nejméně tří rodin kvarků spolu s Kobajašim Nobelovu cenu za fyziku.

## Biografie
Absolvování v roce 1962 Nagojskou univerzitu, kde pracoval jako odborný asistent a získal v roce 1967 doktorát. V letech 1970 až 1976 pracoval na univerzitě Kjótu. Poté v Institutu pro jaderný výzkum při Tokijské univerzitě. Od roku 1980 byl zaměstnán Jukawově institutu pro teoretickou fyziku, který v letech 1997 až 2003 řídil.
V roce 2007 získal cenu Evropské fyzikální společnosti.